# سفارة الهند في فرنسا
سفارة الهند في فرنسا هي أرفع تمثيل دبلوماسي لدولة الهند لدى فرنسا. تقع السفارة في باريس وهي تهدف لتعزيز المصالح الهندية في فرنسا.

## وصلات خارجية
- الموقع الرسمي
- قائمة سفارات الهند
- قائمة السفارات في فرنسا